# قاي إدواردز (سائق فورمولا 1)
قاي إدواردز (بالإنجليزية: Guy Edwards)‏ هو سائق فورمولا 1 بريطاني، ولد في 30 ديسمبر 1942 في ماكليسفيلد في المملكة المتحدة.